# Watles
Der Watles – italienisch Monte Vàtles – ist ein Berg (2555 m s.l.m.) in der Sesvennagruppe im oberen Vinschgau, im Gebiet der Gemeinde Mals. Südlich des Watles liegt das Schlinigtal, nördlich Zerz. Nordwestlich setzt sich die Sesvennagruppe mit der Vernungspitz (2818 m s.l.m.) fort. Südöstlich unterhalb des Gipfels liegen der Große und Kleine Pfaffensee (Grande e Piccolo Lago del Prete).
Das Gipfelkreuz des Watles befindet sich auf 2555 Metern Seehöhe, es wurde im August 1970 aufgestellt. Nahe der Bergstation des Liftes befindet sich eine kleine Schutzhütte.

## Wintersportgebiet
Auf der Südostseite des Berges liegt das Wintersportgebiet Watles auf einer Höhe von 1740 bis 2500 m s.l.m. Durch zwei kuppelbare 4er-Sesselbahnen und einen Skilift wird man zur Bergstation hinaufgebracht. Die Bahn überwindet auf der Fahrt von der auf 1750 Metern gelegenen Talstation zur Bergstation bei der Plantapatschhütte auf 2141 Metern eine Höhendifferenz von knapp 400 Metern.
Das Skigebiet Watles ist Mitglied im Verbund der Ortler Skiarena und der Zwei Länder Skiarena.

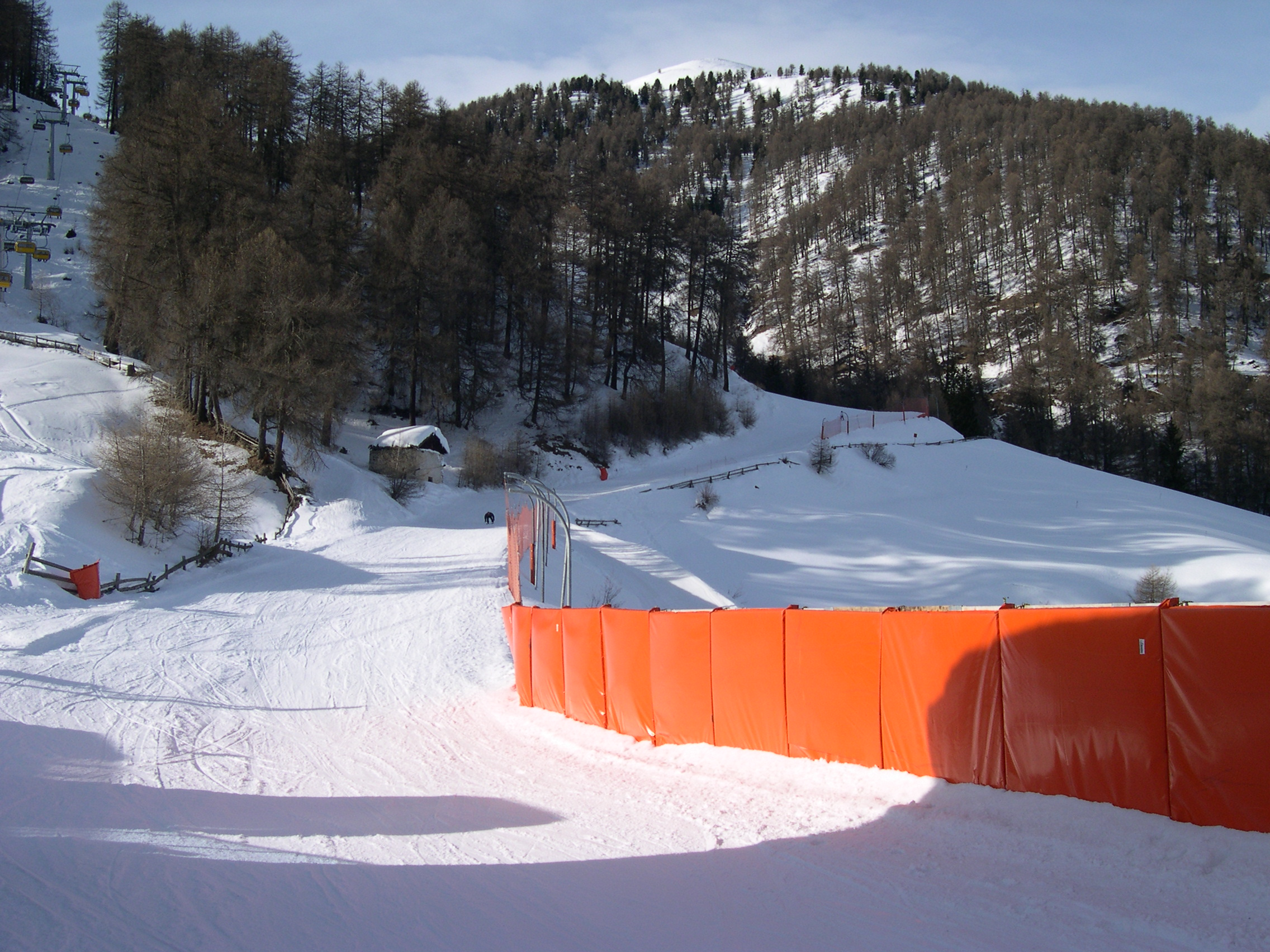
Talabfahrt im Skigebiet Watles
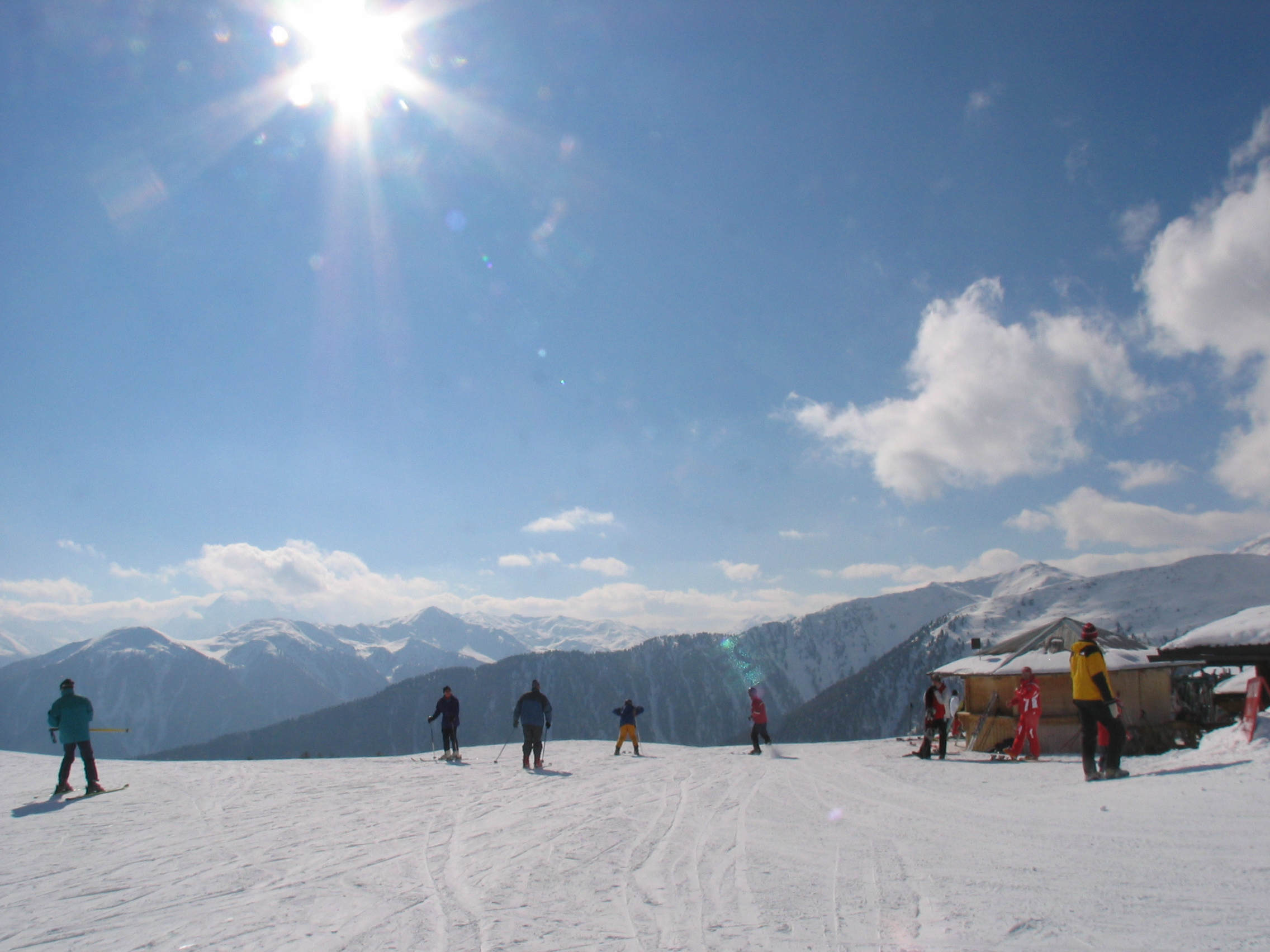
Aussicht von der Plantapatschhütte